# 돌고개역
돌고개역(Dolgogae station, 石嶺)은 대한민국 광주광역시 남구 경열로에 있는 광주 도시철도 1호선의 지하철역이다.

## 역 구조
2면 2선의 상대식 승강장을 가진 지하역이다. 승강장에 스크린도어가 설치되어 있으며 대합실을 통과해 반대편 승강장으로 이동이 가능하다.

### 승강장
| 양동시장 ↑ |
| \| 상      |
| ↓ 농성     |

| 상행 | ● 광주 도시철도 1호선 | 녹동 방면 |
| 하행 | ● 광주 도시철도 1호선 | 평동 방면 |

## 역 주변
- 1번출구

광주월산초등학교 · 덕림제일파크 · 광주MBC ·송촌종합건설주식회사  · 삼능건설주식회사
- 2번출구

광주농성초등학교 ·농성2동 헹정복지센터 · 서부경찰서동부지구대 · 제일파크맨션  · 동신대학교광주한방병원  · 광주은행 농성동지점 · 조정형외과의원 · 대형약국(돌고개점) ·  최용석치과의원 · HM한마음법률경매
- 3번출구

농성제일파크맨션 · 빛고을감리교회 · 서구청  · 광주지방조달청 · 광주전남지방중소기업청 · 전라남도보건환경연구원 · 농성제일파크맨션
- 4번출구

발산공원 · 광주양동초등학교 · 그린파크 · 중흥파크맨션  · 전남지방경찰청 ·  광주서문교회

## 승차량 변동
2006년까지의 양은 홈페이지를 통해 공개된 바는 없다.
| 역 노선 | 승차 인원 | 승차 인원 | 승차 인원 | 승차 인원 | 승차 인원 | 승차 인원 | 승차 인원 | 승차 인원 | 승차 인원 | 승차 인원 | 승차 인원 |
| 역 노선 | 2007년    | 2008년    | 2009년    | 2010년    | 2011년    | 2012년    | 2013년    | 2014년    | 2015년    | 2016년    | 2017년    |
| ------- | --------- | --------- | --------- | --------- | --------- | --------- | --------- | --------- | --------- | --------- | --------- |
| 1호선   | 1636      | 1607      | 1650      | 1627      | 1627      | 1575      | 1600      | 1674      | 1719      | 1760      | 1754      |

## 인접한 역
| 광주 도시철도 1호선    | 광주 도시철도 1호선   | 광주 도시철도 1호선 |
| ---------------------- | --------------------- | ------------------- |
| 107 양동시장 녹동 방면 | ● 광주 도시철도 1호선 | 109 농성 평동 방면  |